# Rudolf Hanák
Rudolf Hanák (7. prosince 1902 Chynorany – 1940 Budmerice) byl slovenský fotbalista a trenér. Po Vojtechu Závodském byl historicky druhým trenérem (svazovým kapitánem) slovenské fotbalové reprezentace. Zemřel v roce 1940 během silniční dopravní nehody a je pohřben na městském hřbitově v Nitře.
Jeho syn Jozef Hanák (1930–2020) byl prvoligovým fotbalistou, trenérem a činovníkem.

## Hráčská kariéra
S fotbalem začínal v Nitře. Roku 1916 odešel za studii do Budapešti, kde hrál za Budapesti Torna Club. Od roku 1922 působil v I. ČsŠK Bratislava (nynější Slovan), odkud později přestoupil do PTE Bratislava. V roce 1926 zamířil do Francie, kde hrál za Mylhúzy. Po návratu z Mylhúz se přestěhoval do Nových Zámků, kde byl až do roku 1930 hrajícím trenérem Slovanu Nové Zámky.

## Trenérská kariéra
Roku 1930 se vrátil do Mylhúz, kde jako trenér dovedl místní fotbalový klub k titulu mistra Alsaska. Dalším úspěchem bylo třetí místo v premiérovém ročníku druhé francouzské ligy a následný postup do nejvyšší francouzské soutěže (1933/34). Jeho dalším francouzským působištěm byl klub UST Troyenne/AS Troyes Sainte-Savine (1935–1937). V roce 1938 přijal nabídku vést druholigový klub SK Baťa Zlín, kterému šéfoval významný rozhodčí Augustin Krist (známý jako Gustav Krist). Se zlínským klubem vyhrál moravsko-slezskou skupinu druhé nejvyšší soutěže (divize) a úspěšně s ním absolvoval i baráž o postup do nejvyšší soutěže.
Slovenská fotbalová reprezentace odehrála svoje první utkání v neděli 27. srpna 1939 v Bratislavě proti Německu a vyhrála je 2:0 (poločas 1:0) brankami Jána Arpáše a Jozefa Luknára. V tomto utkání byl svazovým kapitánem (trenérem) Slovenska Vojtech Závodský, kterému pomáhal právě Rudolf Hanák. Slovenský fotbalový svaz poté Rudolfa Hanáka jmenoval svazovým kapitánem a ten vedl slovenskou reprezentaci ve dvou utkáních – v neděli 3. prosince 1939 v Chemnitzu (Saské Kamenici) s domácím Německem, které Slovensko prohrálo 1:3 (poločas 0:0) a ve čtvrtek 6. června 1940 v Sofii s domácím Bulharskem, které Slovensko vyhrálo 4:1 (poločas 1:1).